# 冪等行列
線型代数学において、冪等行列（べきとうぎょうれつ、英: idempotent matrix）とは、自分自身との積が自分自身に一致する行列のことである。つまり、行列 {\displaystyle A} が冪等行列であるとは {\displaystyle A^{2}=A} が成り立つことである。積 {\displaystyle A^{2}} が意味を持つために、{\displaystyle A} は正方行列でなければならない。このように冪等行列とは行列環の冪等元のことである。

## 例
{\displaystyle 2\times 2} 冪等行列の例：
{\displaystyle {\begin{bmatrix}1&0\\0&1\end{bmatrix}}\qquad {\begin{bmatrix}3&-6\\1&-2\end{bmatrix}}}
{\displaystyle 3\times 3} 冪等行列の例：
{\displaystyle {\begin{bmatrix}1&0&0\\0&0&0\\0&0&1\end{bmatrix}}\qquad {\begin{bmatrix}2&-2&-4\\-1&3&4\\1&-2&-3\end{bmatrix}}}

## 実2次正方行列の場合
行列 {\displaystyle {\begin{pmatrix}a&b\\c&d\end{pmatrix}}} が冪等であるならば、
- {\displaystyle a=a^{2}+bc}
- {\displaystyle b=ab+bd} より {\displaystyle b(1-a-d)=0}, よって {\displaystyle b=0} または {\displaystyle d=1-a}
- {\displaystyle c=ca+cd} より {\displaystyle c(1-a-d)=0}, よって {\displaystyle c=0} または {\displaystyle d=1-a}
- {\displaystyle d=bc+d^{2}}

よって、実2次正方行列が冪等であるならば、行列が対角行列であるか、または行列の跡が 1 に等しい。対角行列であるとき、a および d はそれぞれ 1 または 0 のいずれかでなければならないことに注意する。
{\displaystyle b=c} のとき、行列 {\displaystyle {\begin{pmatrix}a&b\\b&1-a\end{pmatrix}}} は {\displaystyle a^{2}+b^{2}=a}、よって a が二次方程式
{\displaystyle a^{2}-a+b^{2}=0,\quad \left(a-{\frac {1}{2}}\right)^{2}+b^{2}={\frac {1}{4}}}
を満たすならば冪等である。この方程式は中心 (1/2, 0)、半径 1/2 の円を表す。角度 θ を用いて書けば、行列
{\displaystyle A={\frac {1}{2}}{\begin{pmatrix}1-\cos \theta &\sin \theta \\\sin \theta &1+\cos \theta \end{pmatrix}}}
は冪等である。
{\displaystyle b=c} は必要条件ではなく、{\displaystyle a^{2}+bc=a} である任意の行列
{\displaystyle {\begin{pmatrix}a&b\\c&1-a\end{pmatrix}}}
は冪等である。

## 性質

### 正則性
唯一の正則な冪等行列は単位行列である。つまり、単位行列でない正方行列が冪等であるならば、その列ベクトル（または行ベクトル）のうち線型独立であるものの本数は行列の列数よりも小さい。
これは次のようにして分かる。{\displaystyle A^{2}=A} であり、A が正則ならば、{\displaystyle A^{-1}} の左からの積を考えて {\displaystyle A=IA=A^{-1}A^{2}=A^{-1}A=I}。
単位行列から冪等行列を引いた行列もやはり冪等である。なぜなら：
{\displaystyle (I-A)(I-A)=I-A-A+A^{2}=I-A-A+A=I-A}
行列 A が冪等であるための必要十分条件は、任意の正整数 n に対して {\displaystyle A^{n}=A} が成り立つことである。
（証明）十分性は、{\displaystyle n=2} ととれば良いので明らかである。必要性は数学的帰納法によって示せる。{\displaystyle A^{1}=A} は明らかだから {\displaystyle n=1} のときはよい。{\displaystyle A^{k-1}=A} と仮定する。このとき {\displaystyle A^{k}=A^{k-1}A=AA=A} となり、{\displaystyle n=k} のときも正しいことが分かった。

### 固有値
冪等行列は常に対角化可能で、その固有値は 0 または 1 である。

### 跡
冪等行列の跡（対角成分の和）は行列の階数に等しい。これより、成分の分かっている冪等行列の階数は容易に計算できるし、また逆に、成分が明示的でないような冪等行列の跡が容易に計算できる場合がある（このことは特に統計学で有用であり、例えば標本分散から母分散（誤差分散）を（線形）推定するときの計算に現れる）。

## 応用
冪等行列は回帰分析や計量経済学でしばしば現れる。例えば最小二乗法では、残差 ei の平方和を最小にするように係数ベクトル β を求めることが問題となる。これを行列で書けば：
Minimize {\displaystyle (y-X\beta )^{\textsf {T}}(y-X\beta )}
となる。
ここで {\displaystyle y} は従属変数の観測値を並べたベクトル、{\displaystyle X} は各列がそれぞれの独立変数の観測値を並べたものとなっている行列である。このとき係数ベクトルの推定量は
{\displaystyle {\hat {\beta }}=\left(X^{\textsf {T}}X\right)^{-1}X^{\textsf {T}}y}
となる。ここで上付きの T は行列の転置を表し、残差ベクトルは
{\displaystyle {\hat {e}}=y-X{\hat {\beta }}=y-X\left(X^{\textsf {T}}X\right)^{-1}X^{\textsf {T}}y=\left[I-X\left(X^{\textsf {T}}X\right)^{-1}X^{\textsf {T}}\right]y=My}
となる。{\displaystyle M} と {\displaystyle X\left(X^{\textsf {T}}X\right)^{-1}X^{\textsf {T}}}（後者は射影行列として知られている）は冪等かつ対称な行列であり、このことを用いると残差平方和の計算が
{\displaystyle {\hat {e}}^{\textsf {T}}{\hat {e}}=(My)^{\textsf {T}}(My)=y^{\textsf {T}}M^{\textsf {T}}My=y^{\textsf {T}}MMy=y^{\textsf {T}}My}
のように簡単になる。{\displaystyle M} の冪等性はこの他に、{\displaystyle \beta } の分散の推定量を計算するときにも用いられる。
冪等行列 {\displaystyle P} の像空間を R(P)、零空間を N(P) とすれば、{\displaystyle P} は R(P) への射影作用素であり、さらに直交射影でもあるための必要十分条件は対称行列であることである。